# Elterlein
Elterlein è una città di 3.159 abitanti del libero stato della Sassonia, Germania, nel circondario dei Monti Metalliferi.

## Storia
Nel 1996 ha inglobato al suo interno l'ex comune autonomo di Schwarzbach.
Il 1º gennaio 1999 alla città di Elterlein venne aggregato il comune di Hermannsdorf.

## Amministrazione

### Gemellaggi
- Belm, Germania